# 屈折变化

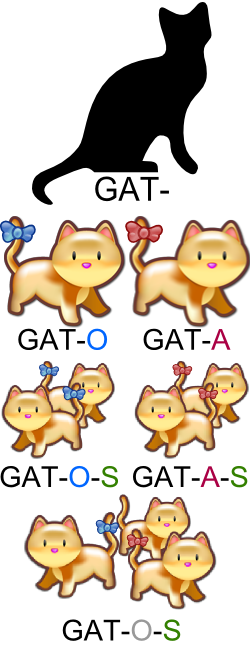
西班牙語gat「貓」的變格是一種屈折變化，其中藍色的部份表示陽性；粉紅色的部份表示陰性；灰色的部份表示兩性混合；而綠色則表示眾數。

语言学的形态學中，屈折變化（又译作形态变化、詞形變化）（Inflection or inflexion）指單詞（或詞根）的變化，以導致語法功能、语法范畴发生改變。印歐語屈折變化又可以分為變位和變格，前者指動詞的時、體、式、態等範疇的變化，或後者則指名詞、代詞、形容詞的格、數和性等範疇的不同而導致的變化。其中表示該詞彙基本概念的部份稱為詞幹。

## 例子

### 拉丁語中的例子
以下是以拉丁語名詞vir「人」為例的名詞格變化。
|      | 單數   | 眾數     |
| 主格 | vir    | vir-ī    |
| 屬格 | vir-ī  | vir-ōrum |
| 與格 | vir-ō  | vir-īs   |
| 賓格 | vir-um | vir-ōs   |
| 離格 | vir-ō  | vir-īs   |

## 屈折變化和派生
屈折變化是指在單詞上加上屈折詞素，以表示語法上的改變；派生則是在單詞上加上派生詞素，藉以從現有詞汇中添加意義不同的新詞（例如從一個名詞上創造一個新的動詞）。
在詞典中，單詞不會依屈折變化列出來，但派生詞卻會列出來。例如英語詞典會把readable和readability分開詞條列在其詞根read以下，但不會把reads和reading分開詞條列出來。

## 屈折變化的形式
屈折變化可以有以下的方式：
- 附加法：加添屈折詞綴在詞幹上。
- 重叠：整个词或者词根重复出现来表示语法意义。
- 内部屈折：用词根内部的语音变化来构成一个词的词形变化。
- 重音、變調等。